# Nový židovský hřbitov v Rožmberku nad Vltavou
Židovský hřbitov v Rožmberku nad Vltavou stojí v lokalitě Studenec v místní části Přízeř, severně od města při silnici II/160 z města k severu na Nahořany. Je chráněný jako kulturní památka České republiky.

## Historie
Založení nového hřbitova je doloženo roku 1883 poté, co přestal sloužit starý hřbitov.
Poslední pohřeb proběhl v roce 1950.
Dnes je volně přístupný.